# Phoradendron perredactum
Phoradendron perredactum är en sandelträdsväxtart som beskrevs av Rzed. & Calderón. Phoradendron perredactum ingår i släktet Phoradendron och familjen sandelträdsväxter. Inga underarter finns listade i Catalogue of Life.